# 大眼真鲨
大眼真鲨（学名：Carcharhinus macrops）为真鲨科真鲨属的鱼类。在中国，分布于西沙群岛等。该物种的模式产地在西沙群岛。